# Apantesis naidella
Apantesis naidella là một loài bướm đêm thuộc phân họ Arctiinae, họ Erebidae.